# L'uovo mondo nello spazio
(Dall'introduzione di ogni puntata)
L'uovo mondo nello spazio è stato un varietà italiano bisettimanale destinato a bambini e ragazzi, trasmesso nel 1982 in fascia pomeridiana sulla Rete 2.

## Descrizione
Il programma, a cura di Donatella Ziliotto con la collaborazione di Ettore Desideri e Francesca Pardini (che si alternavano anche alla regia di ogni puntata), era ambientato nella stazione spaziale Uovocentro, dove la direttrice Splendorella (Cristina Noci) accompagnata dal tuttofare Superotto (Marco Messeri) doveva risolvere i problemi dei personaggi di passaggio. Nel corso degli episodi, i personaggi di contorno hanno avuto interpreti come Carlo Monni (Longa Manus), Patrizia De Clara (Teiera Puffy), Renata Zamengo (Arpia), Michela Caruso (Rana Pilade), Luca Biagini (Pocket Book), Annarita Bartolomei (Johnny O'Clock), Eugenio Massari (Compasso 3,14), Lino Fontis (Clap Clap), Dodi Moscati. Come ospiti in singoli episodi hanno partecipato Roberto Benigni, Carlo Verdone, Paolo Poli, Maurizio Micheli, Alessandra Panelli, Claudio Carafoli, Milena Vukotic, Mariano Rigillo, Massimo Troisi.
Ogni puntata conteneva inoltre canzoni, filmati didattici e animazioni, come la rubrica della Stefi, il personaggio creato da Grazia Nidasio sulle pagine a fumetti del Corriere dei Piccoli, a cui prestavano la voce Liù Bosisio e Gisella Sofio. Un'altra rubrica ricorrente era quella del drago Tommasone, personaggio creato dalla coppia Cristina Làstrego e Francesco Testa nelle storie della Giovanna, interpretato da Piero Vida.
La sigla di apertura e chiusura era il brano Nel duemila di Bruno Lauzi.

## Puntate
Il programma è andato in onda dal 2 febbraio al 6 luglio del 1982, per un totale di 43 puntate. 
| nº | Titolo                             | Data             |
| -- | ---------------------------------- | ---------------- |
| 1  | Il primo giorno di lavoro          | 2 febbraio 1982  |
| 2  | Non è tutto oro quello che splende | 3 febbraio 1982  |
| 3  | Una buona tazza di tè              | 9 febbraio 1982  |
| 4  | Quando i sogni si realizzano       | 10 febbraio 1982 |
| 5  | Non buttate gli ororlogi           | 16 febbraio 1982 |
| 6  | La principessa e il ranocchio      | 17 febbraio 1982 |
| 7  | Selezione olimpionica              | 24 febbraio 1982 |
| 8  | Il sospetto di Longamanus          | 2 marzo 1982     |
| 9  | Il modulo rapito                   | 3 marzo 1982     |
| 10 | La vendetta di Splendorella        | 9 marzo 1982     |
| 11 | Con le buone si ottiene tutto      | 10 marzo 1982    |
| 12 | Una pupa senza cuore               | 16 marzo 1982    |
| 13 | Le cose belle durano poco          | 17 marzo 1982    |
| 14 | Diamoci una mano                   | 23 marzo 1982    |
| 15 | Il signore è senza copertina       | 24 marzo 1982    |
| 16 | Come è bello essere amici          | 30 marzo 1982    |
| 17 | Un colpo di mano                   | 31 marzo 1982    |
| 18 | Un ospite invadente                | 6 aprile 1982    |
| 19 | Un viaggio pericoloso              | 7 aprile 1982    |
| 20 | La macchina dell'astroverità       | 13 aprile 1982   |
| 21 | Il mistero di Rosa Piumetto        | 14 aprile 1982   |
| 22 | Malattie infettive                 | 20 aprile 1982   |
| 23 | La festa da ballo                  | 21 aprile 1982   |
| 24 | Il pianeta ricordo                 | 27 aprile 1982   |
| 25 | I pirati all'arrembaggio           | 28 aprile 1982   |
| 26 | Il ricatto di Splendorella         | 4 maggio 1982    |
| 27 | Anche lassù manca il petrolio      | 5 maggio 1982    |
| 28 | Una lezione dall'Uovo Centro       | 11 maggio 1982   |
| 29 | L'aria si fa irrespirabile         | 12 maggio 1982   |
| 30 | Ultracorpi all'attacco             | 18 maggio 1982   |
| 31 | Un salto nella quarta dimensione   | 19 maggio 1982   |
| 32 | Anni verdi                         | 25 maggio 1982   |
| 33 | Un bagno a sorpresa                | 26 maggio 1982   |
| 34 | Un Festival nello spazio           | 1 giugno 1982    |
| 35 | Annunci matrimoniali               | 2 giugno 1982    |
| 36 | Basta un po' d'aggressività        | 8 giugno 1982    |
| 37 | Un robot troppo grazioso           | 9 giugno 1982    |
| 38 | Un ritratto mal riuscito           | 15 giugno 1982   |
| 39 | Un pranzo di laurea                | 16 giugno 1982   |
| 40 | Una mano lava l'altra              | 22 giugno 1982   |
| 41 | Marcia nuziale                     | 23 giugno 1982   |
| 42 | Album di ricordi                   | 30 giugno 1982   |
| 43 | Un locale molto equivoco           | 6 luglio 1982    |